# Höfn
Höfn o Höfn í Hornafirði és una ciutat pesquera d'Islàndia que es troba a la part sud-oriental del país. És a prop d'un fiord anomenat Hornafjörður.
Aquesta ciutat portuària, la segona més gran de la part sud-oriental d'Islàndia, ofereix vistes panoràmiques del Vatnajökull (la capa de gel més gran d'Europa per volum). La comunitat era coneguda anteriorment com a Hornafjarðarbær, entre 1994 i 1998.

## Geografia
Höfn es troba en una península al sud-est d'Islàndia. El nom Höfn significa port i és un port de pescadors envoltat per tres costats pel mar, amb platges llargues a la costa del sud-est. Bancs de sorra i rius glacials travessen aquesta àrea amb moltes llacunes canviants i esculls de sorra que es van formant. Höfn està envoltada de diverses illetes, la més gran de les quals és Mikley, seguida per Krókalátur i Hellir, a l'est de la ciutat.
Höfn és un dels pocs ports a la part sud d'Islàndia i necessita ser navegat amb compte, ja que els bancs de sorra canvien de lloc. El dragatge és un requisit essencial per eliminar la sorra acumulada a prop del port perquè els vaixells puguin amarrar-hi. El canal d'entrada al port de Höfn té una profunditat mínima de 6-7 metres. No obstant això, la profunditat a l'entrada en si és de 7-8 metres. El port de Höfn es sol congelar durant els severs mesos d'hivern.

## Cultura
Un esdeveniment cultural de la ciutat és el Humarhátíð (festival de la llagosta) que se celebra a la primera setmana de juliol. Durant la temporada d'estiu, es fa l'Exposició de la Glacera a l'antic edifici del supermercat.
Höfn conté diversos museus, incloent l'exposició sobre la Vatnajökulsþjóðgarð a Gamlabúð que té una varietat d'exhibicions de geologia, l'ecologia i la història de la glacera.

## Galeria

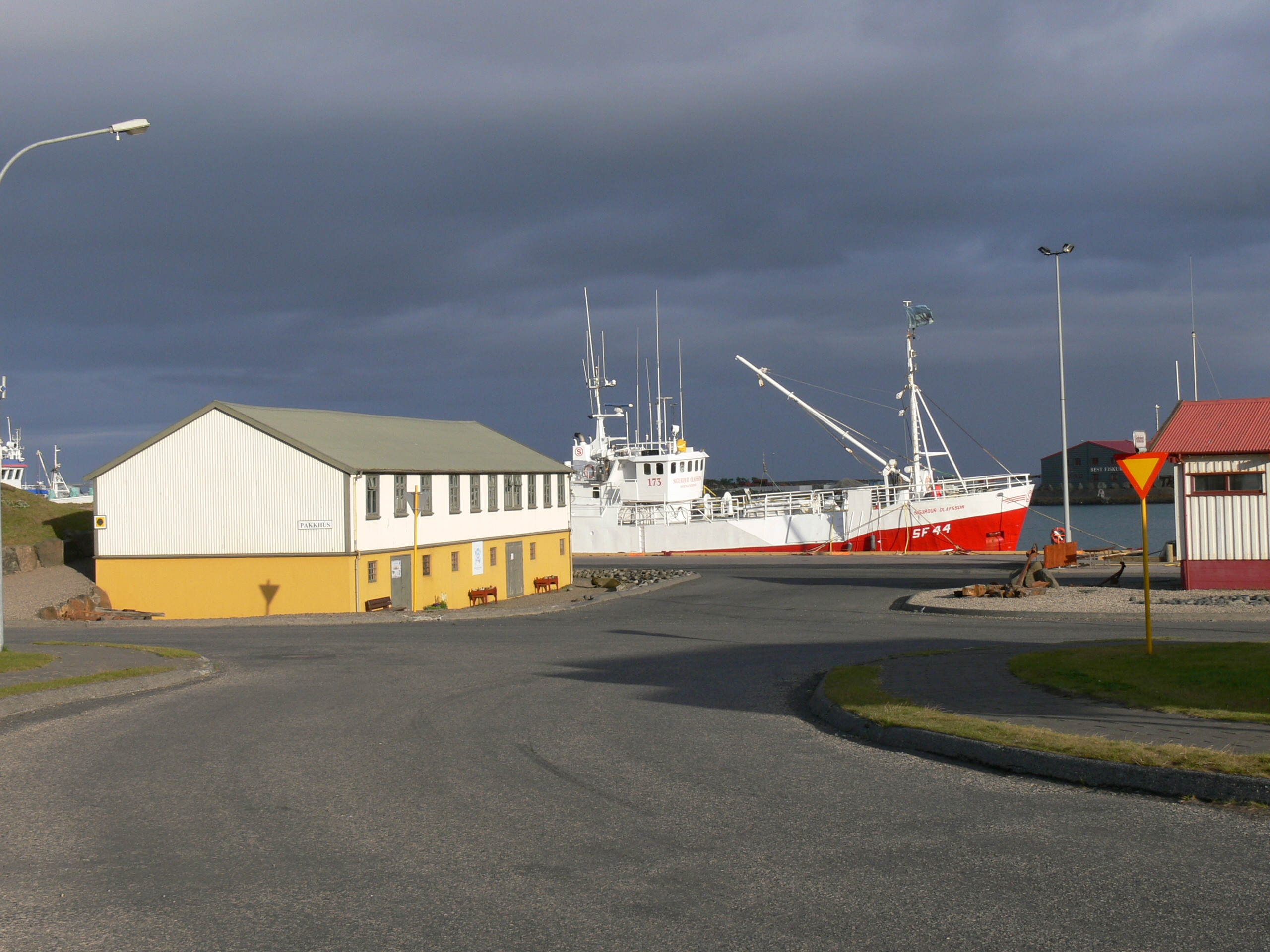
Vaixell al port
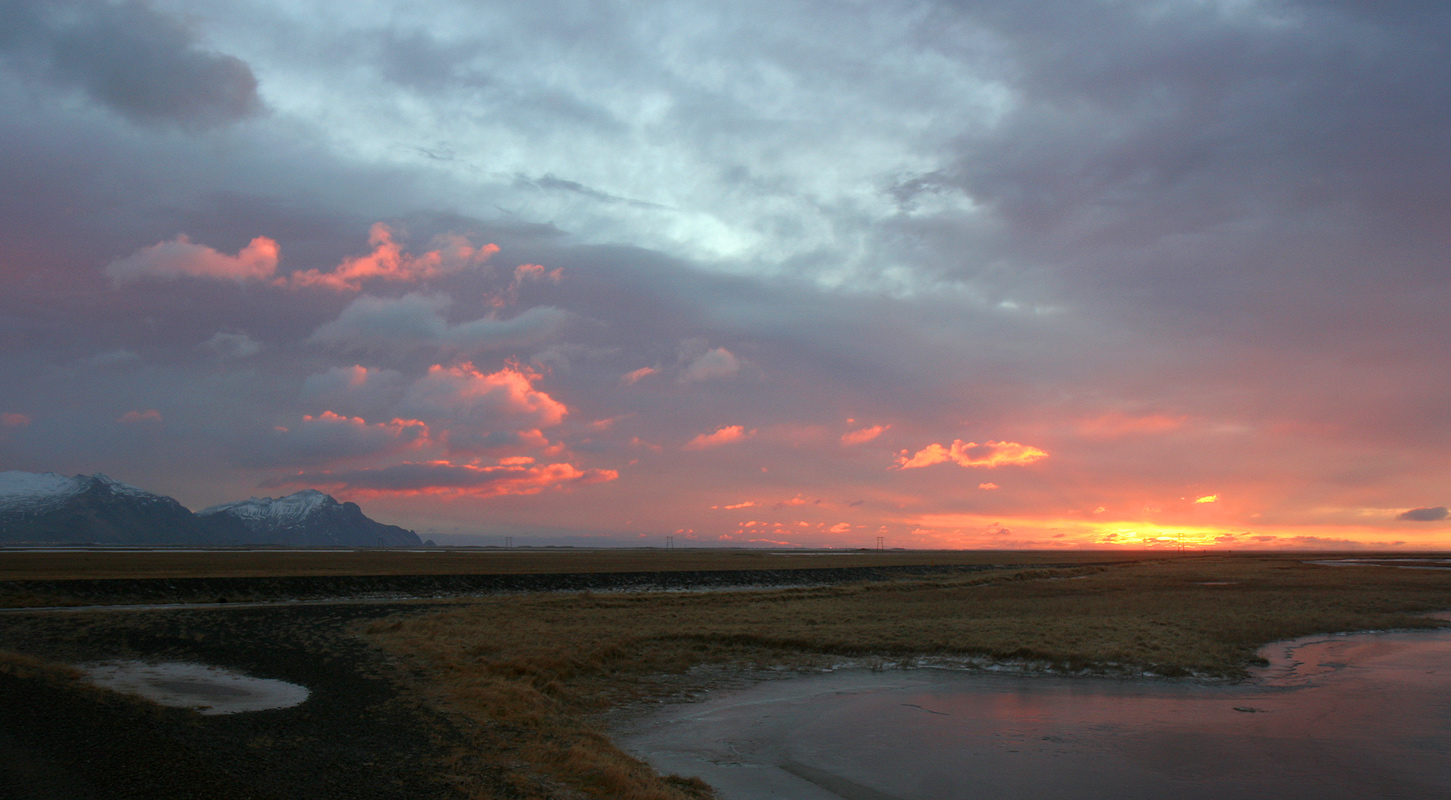
Posta de sol cap a l'est
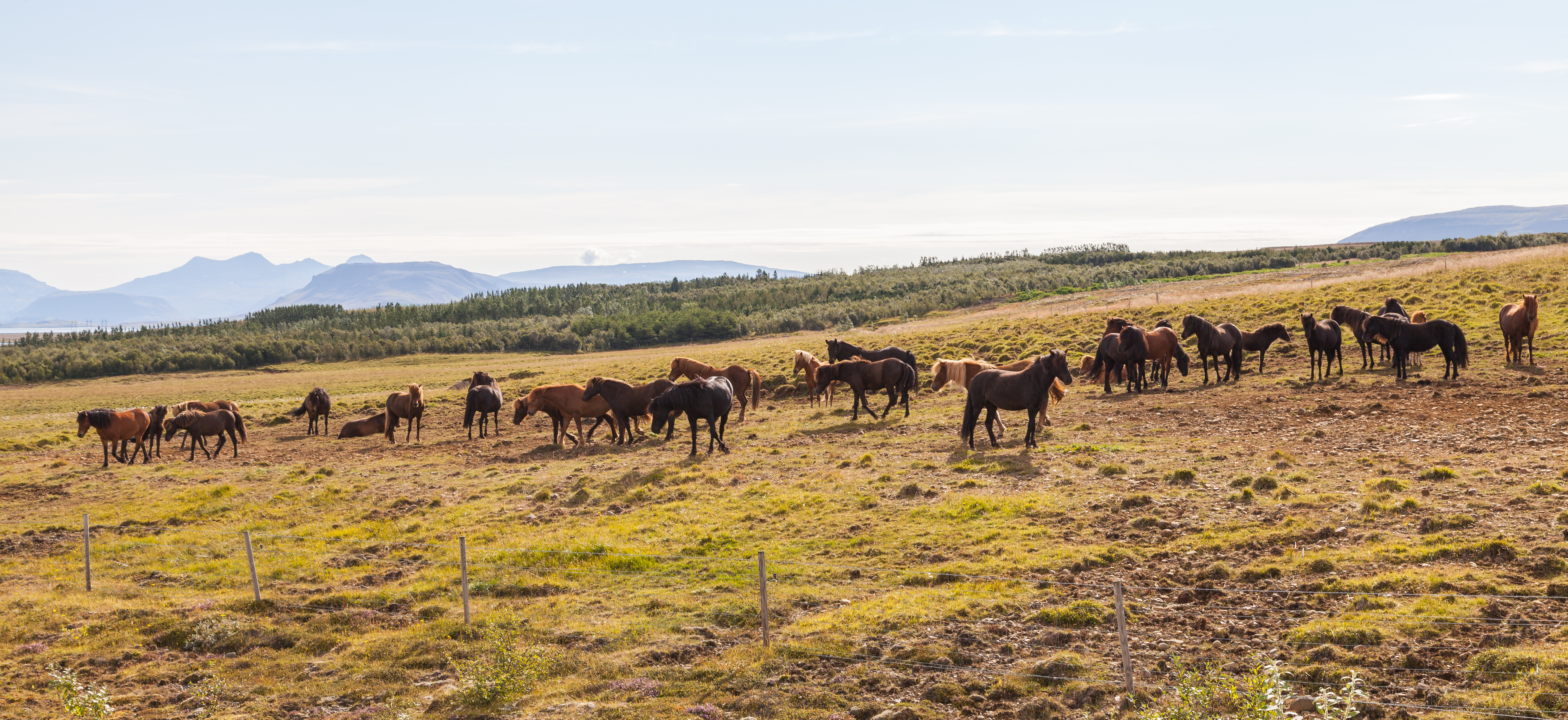
Cavalls al voltant de Höfn